# Lost Lyrics
Lost Lyrics ist eine deutsche Punkrock-Band aus Wolfhagen in Hessen. Das 1990 gegründete Trio spielt melodischen Punkrock mit deutschen Texten. Es wurden bisher 10 Alben veröffentlicht.

## Geschichte
Nach zwei Demotapes erschien 1991 die erste Vinyl-EP der Band: Days of Joy. Nach zwei Alben, die als Quartett eingespielt wurden, und einem Labelwechsel von Nasty Vinyl zu Hulk Räckorz, markiert das Album Rotzlöffel von 1996 den stärksten Einschnitt in der Bandgeschichte. Seitdem ist Lost Lyrics als Trio unterwegs. Die Texte sind nahezu ausschließlich deutsch. Auf einigen Alben sind jeweils ein(e) Gastsänger(in) einer deutschen Punkrock-Band zu hören. Die beiden ersten englischsprachigen CDs sind mittlerweile als Vinyl LPs wiederveröffentlicht worden. Der Stil der Lost Lyrics hat sich seitdem kaum verändert.
Im Jahr 2009 brachte das japanische Label SP Records das erste Album der Lost Lyrics als Re-Issue für den japanischen Markt heraus. 2011 wurde das 20-jährige Bestehen mit einem Jubiläumskonzert in Kassel gefeiert. Zu diesem Anlass erschien eine Download-EP mit vier Liedern. Der Titel nimmt auf das Bandalter Bezug: The roaring Twenties. 2014 erschien das Album Digiphobie als Vinyl-LP. Im 30. Jahr ihres Bestehens veröffentlichten sie 2020 das Album Freak Preview.
Das Lied "Hessen Nord" wird regelmäßig vor den Heimspielen des KSV Hessen Kassel im Auestadion gespielt.
Die Lost Lyrics selbst beschreiben ihre Musik als „flotten, melodischen, deutschsprachigen Punkrock, der um den klassischen Krautpunk immer einen großen Bogen gemacht hat“. Sie sehen ihre Wurzeln bei englischen und vor allem amerikanischen Punkrockbands. Textlich mischen sie engagierte, sozialkritische sowie persönliche Statements. Nach wie vor touren sie durch ganz Deutschland und angrenzende Staaten und spielen sowohl in kleinen Clubs als auch auf Festivals wie dem Force Attack (2011).

## Diskografie
- 1991 – Days of Joy (EP)
- 1992 – Some Things never change (CD, DoLP Reissue 2022)
- 1993 – Monday Morning`s alright for Party (CD, LP Reissue 2021)
- 1994 – Gang Bang (EP)
- 1996 – Rotzlöffel (CD und Picture LP, LP Reissue als "Rotzlöffel-runderneuert" 2024)
- 1997 – Man spricht deutsch (mit der "Days of Joy" EP als Bonus, CD und Picture LP)
- 1997 – Es ist alles nur geliehen (Split-CD mit N.O.E.)
- 1999 – Seniorenresidenz (CD)
- 2002 – Vor allem (CD)
- 2005 – Ansage (CD)
- 2009 – Punchline Party (CD)
- 2011 – The roaring Twenties (Download-EP)
- 2014 – Digiphobie (LP mit Beilage-CD)
- 2020 – Freak Preview (LP mit Downloadcode)